# Meister des Munderkinger Altars

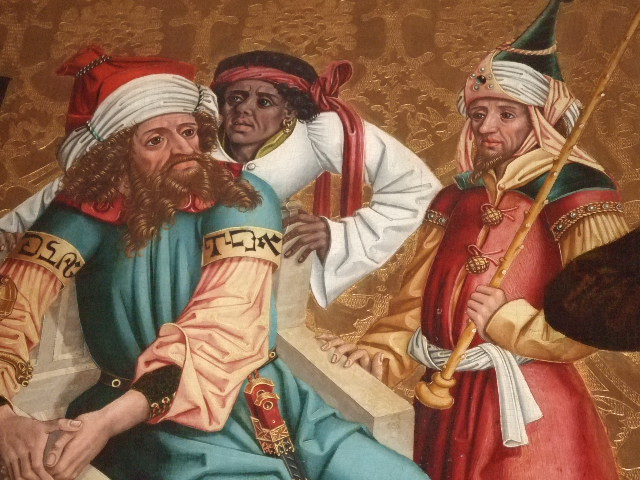
Meister des Munderkinger Altars: Christus vor Pilatus, Schwaben 1473

Als Meister des Munderkinger Altars wird der mittelalterliche Maler bezeichnet, der um 1473 einen spätgotischen Flügelaltar für die Pfarrkirche St. Dionysius in Munderkingen im heutigen Alb-Donau-Kreis in Baden-Württemberg malte. Das wohl als Hochaltar der Kirche genutzte Werk des namentlich nicht bekannten Künstlers wurde in der Barockzeit entfernt. Die insgesamt zwölf heute noch erhaltenen Bilder des Altars sind auch als Munderkinger Passion bekannt, da sie großteils das Leiden Christi darstellen. Es finden sich noch acht der gotischen Tafelbilder des Altars in der Kirche an den Seitenwänden als Kreuzwegstationen, weitere Bilder zeigen Szenen aus dem Leben und dem Martyrium des hl. Dionysius, des Patrons der Kirche.
Die Bilder des Meisters des Munderkinger Altars gehören zu den typischen Beispielen schwäbischer Malerei seiner Zeit. Eventuell hatte der Meister seine Werkstatt in Ulm, Nördlingen oder vielleicht auch in Kempten.  Es wurde vorgeschlagen, in dem Meister einen Schüler oder Nachfolger von Martin Schongauer zu sehen oder Schongauer selbst das Werk zuzuschreiben. 
Die Tafeln sind durch Inschrift auf 1473 zu datieren. Der Meister des Munderkinger Altars hat die Figuren der Passion sehr genau beobachtet und sie wie zu seiner Zeit üblich in zeitgenössischer Tracht dargestellt. Die Bilder gelten unter Fachleuten als wichtige Vorlagen für Nachbildungen von Kleidung und Rüstung des süddeutschen Raums des späten 15. Jahrhunderts, der Entstehungszeit des Altars. Der Altar und die Kirche gelten heute als eine besondere Sehenswürdigkeit des Alb-Donau-Kreises.
- Detailabbildungen aus der Munderkinger Passion

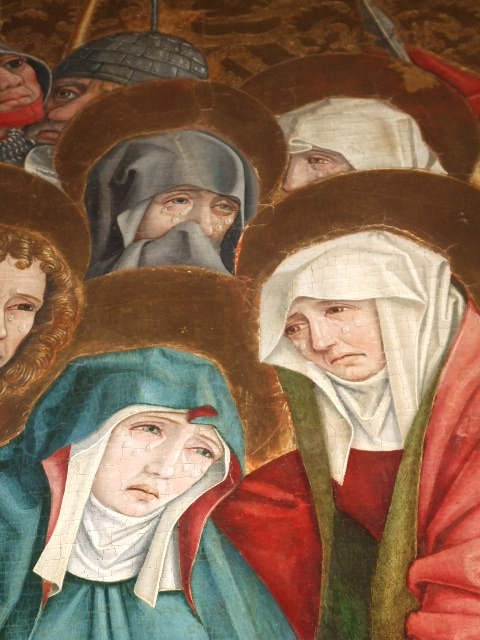
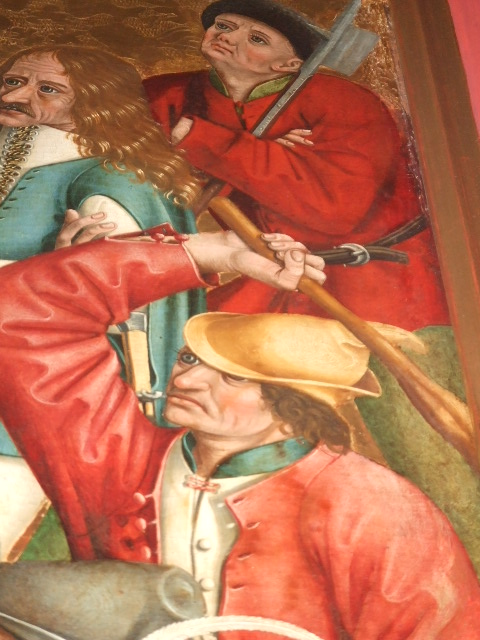
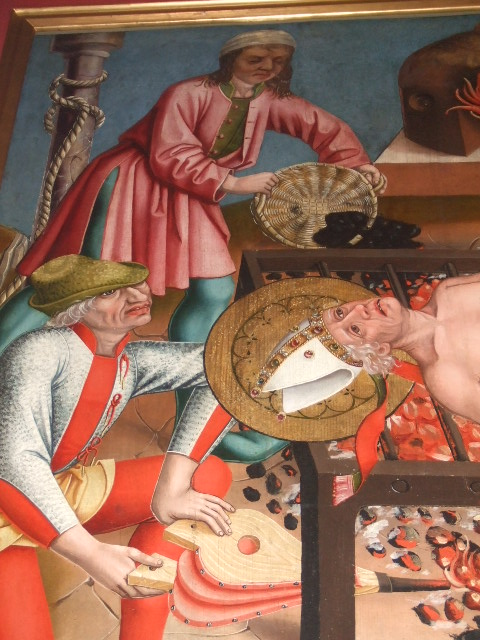
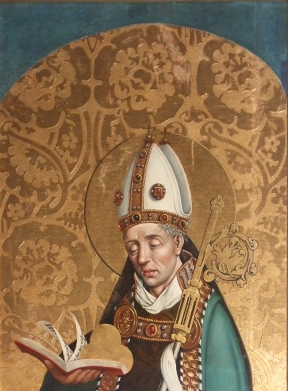